# Saison 2022-2023 de l'USM Alger
Maillots
Chronologie
Saison précédente Saison suivante
La saison 2022-2023 de l'USM Alger est la 45e saison du club en première division algérienne. Le club s'engage en Ligue 1 et Coupe d'Algérie et en Coupe de la confédération.

## Résumé de la saison
Le 26 juin 2022, Sid Ahmed Arab a succédé à Achour Djelloul emprisonné, comme nouveau président du club. Reda Abdouche a été nommé nouveau directeur général, c'était la deuxième fois après 2011. Le 6 juillet 2022, Jamil Benouahi a prolongé son contrat d'un an pour rester entraîneur-chef pour la nouvelle saison. Le 21 juillet, lors de la première conférence de presse Reda Abdouche s'est exprimé sur les objectifs du club et le dossier de recrutement, les premières interrogations portaient sur le départ de certains joueurs, Abdouche a précisé qu'il n'avait pas atteint un mois à son poste. Là où il est indiqué que pendant la période libre dans le club, certains joueurs ont décidé de s'engager dans d'autres clubs, comme le gardien Alexis Guendouz et il y a des joueurs que le staff technique a décidé de ne pas entrer dans leurs plans, notamment Hamza Koudri qui a été dans le club depuis dix ans.
Abdouche a déclaré que c'est une aventure de s'appuyer sur un joueur qui a souffert d'une blessure au ligament croisé qui l'a tenu éloigné des terrains pendant un an et à son âge d'autant plus qu'il est en fin de contrat. En ce qui concerne les contrats, Abdouche a déclaré avoir contacté des joueurs, y compris d'anciens joueurs du club, et bien qu'ils aient promis de signer, ils ont refusé de répondre à leurs appels et ont rejoint d'autres clubs. Il a également déclaré qu'ils ne paieront pas des milliards pour acheter des contrats de joueurs et que ce n'est pas la politique du club et que le reste des clubs sont libres s'ils le souhaitent. Concernant le stade, Abdouche a déclaré que les intérêts de la municipalité APC et du National L'Autorité de contrôle technique de la construction CTC a déclaré que le Stade Omar-Hamadi représentait un danger pour les supporters et il a été décidé de le fermer et ils joueraient soit au Stade Salem Mabrouki, soit au Stade Omar-Benrabah, notamment avec la fermeture du Stade du 5-Juillet-1962 jusqu'en janvier. en raison du CHAN 2022.
Le 1er août 2022, la délégation de l'USM Alger devait se rendre à Antalya, en Turquie, pour suivre une formation préparatoire de 14 jours pour le début de la saison. Mais le jour du voyage, l'entraîneur Jamil Benouahi et certains joueurs ont refusé de voyager en raison de leurs obligations financières et aussi en raison de l'absence de Mustapha Bouchina et de l'assistant de l'entraîneur sur la liste de voyage, immédiatement après que l'administration de l'USM Alger a décidé de licencier l'entraîneur de sa position, Dans une conférence de presse, Reda Abdouche a déclaré que voyager en Turquie aurait été dans un avion privé directement à Antalya, et que le lieu de préparation était très bon et que l'équipe aurait joué cinq matches amicaux, et que la question de l'entraîneur adjoint tout d'abord, n'a pas encore passé son contrat et il ne peut pas obtenir de billet. Bouchina la raison est que son passeport est retiré de l'ambassade d'Espagne et immédiatement après l'avoir récupéré, il sera transféré en Turquie, et que l'affaire n'est pas entre leurs mains d'autant plus que les relations diplomatiques entre les deux pays sont mauvaises, quant à la salaires des joueurs Abdouche a déclaré que l'argent était entré sur le compte du club le 28 juillet, après que le directeur du Groupe SERPORT l'ait signé,.

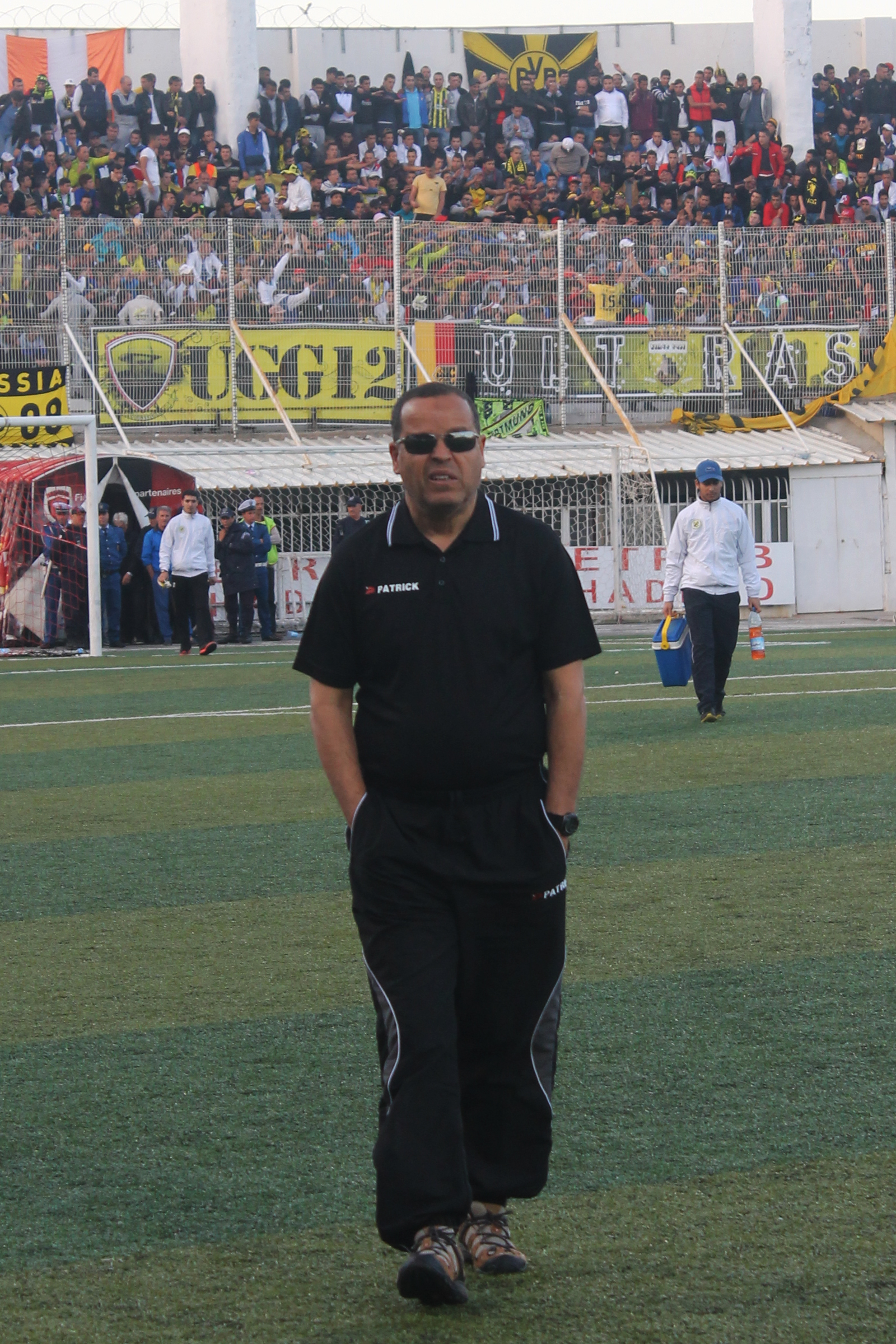
Boualem Charef a été engagé pour former l'USM Alger en remplacement de Jamil Benouahi et après quatre mois, Charef a été démis de ses fonctions.

Le lendemain, 14 joueurs, le préparateur physique Kamel Boudjenane et l'entraîneur des gardiens Lounès Gaouaoui ont signé un document refusant de limoger Benouahi et exigeant le départ d'une partie de l'administration et de l'entraîneur adjoint Sofiane Benkhelifa nommé par l'administration. comme Farid Saffar une personne selon l'entraîneur et les supporters la cause de tous les problèmes et n'a aucune position dans le club. Les dirigeants de l'USM Alger ont mis fin aux fonctions du staff technique de Benouahi. L'entraîneur et ses pairs, le préparateur physique Boudjenane et l'entraîneur des gardiens Gaouaoui, ont été démis de leurs fonctions après une audition devant le conseil de discipline,,. Le 4 août 2022, l'USMA a passé un contrat avec Boualem Charef pour être le nouvel entraîneur avec son staff, après avoir annulé l'entraînement de la Turquie, il a été remplacé par un autre en Tunisie, où l'équipe s'est déplacée le 9 août avec une délégation de 29 joueurs, avec l'absence de trois joueurs, Brahim Benzaza et Samy Bouali pour blessure et Hamed Belem pour cause de COVID-19. Le 18 août, l'administration de l'USM Alger s'est entendue avec les autorités de Dar El Beïda pour recevoir la saison en cours au Stade Omar-Benrabah en présence des supporters et débuter face au MC El Bayadh.
Le 22 août, l'ancien capitaine de l'ES Sétif Akram Djahnit vient de s'engager avec l'USM Alger pour les deux prochaines saisons en tant que Dernières recrues, Djahnit a décidé de soumettre son dossier à la Chambre nationale de règlement des différends qui a donné raison à lui, mettant ainsi fin à son contrat. Le 19 octobre 2022, l'ancien joueur Tarek Hadj Adlane est revenu au club, où il a été nommé à la tête du comité de recrutement et de découverte, ainsi que responsable de la cellule média du club. Le 7 novembre, l'USM Alger a annoncé à l'opinion publique qu'elle avait réglé le cas de l'entraîneur Denis Lavagne en payant l'intégralité de la cotisation financière qu'il réclamait par l'intermédiaire de la "FIFA", l'USMA a estimé que le cas de Lavane appartenait au "passé", et ce dossier a finalement été clôturé après avoir viré les fonds sur son compte dans les délais légaux fixés par la "FIFA", et a également rassuré les supporters que l'équipe continuera à se préparer aux défis à venir de manière normale, y compris le processus d'affectation. Le 26 novembre, l'USM Alger annonce que sa demande de domiciliation au Stade du 5-Juillet-1962 est rejetée par le Bureau du Complexe Olympique Mohamed Boudiaf et argumente son refus par sa volonté de maintenir cette enceinte fermée jusqu'au coup d'envoi du CHAN 2022. Le 25 décembre, l'USM Alger résilie le contrat avec Boualem Charef avec trois mois d'indemnité, et contracte avec Abdelhak Benchikha comme nouvel entraîneur pendant un an et demi, avec Farid Zamiti adjoint et Farid Belmellat entraîneur des gardiens,.

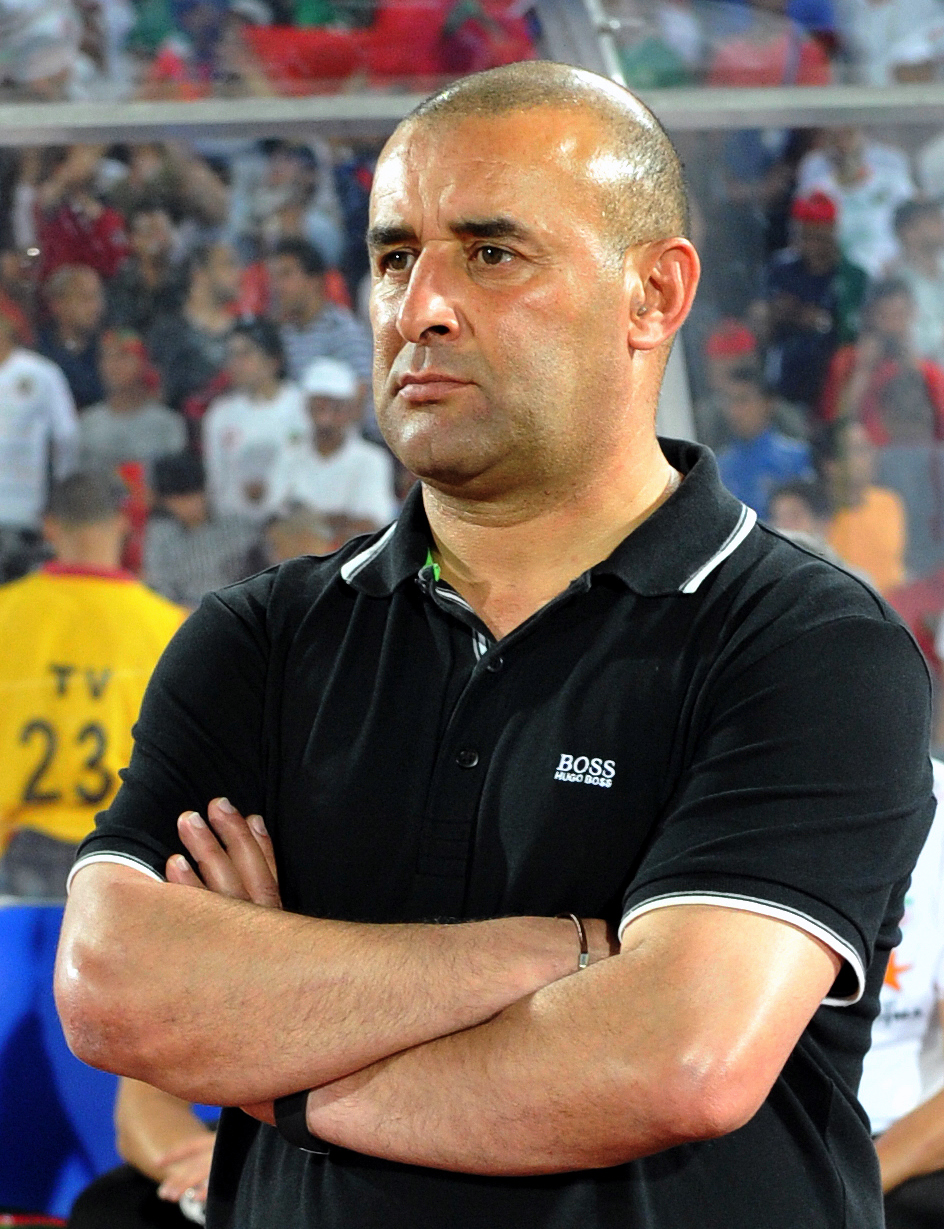
Abdelhak Benchikha est devenu le nouvel entraîneur à partir du 25 décembre, pour un an et demi.

Lors du match en retard contre le HB Chelghoum Laïd en Ligue 1, les supporters de l'USM Alger ont rencontré des problèmes pour entrer dans le stade, accusant l'administration du club d'en être la cause. A la 37e minute de la seconde mi-temps, les supporters ont quitté les tribunes pour protester contre eux, notamment Sid Ahmed Arab et Reda Abdouche. Après la fin du match, Abdelhak Benchikha a déclaré qu'il ne comprenait pas la colère des supporters et qu'il était satisfait de la performance de ses joueurs, d'autant plus qu'en un mois ils ont disputé huit matches. Le 15 mars, l'USM Alger a annoncé qu'Abdessamed Bounacer était invité à des essais avec le Paris FC et le FC Sochaux-Montbéliard. C'est une décision qui n'a pas plu aux supporters, après quoi Bounacer a participé à son premier match avec l'équipe première de la Coupe de la confédération, devenant le plus jeune joueur à représenter l'USM Alger en Afrique à l'âge de 18 ans. Le 11 avril, le staff technique a donné le feu vert à Bounacer pour mener des expériences en Europe.

### Finale de la Coupe de la Confédération de la CAF
En quart de finale de la Coupe de la Confédération et lors du match aller contre l'AS FAR, l'USMA a remporté la victoire avec deux buts marqués par les défenseurs Radouani et Belaïd. Avec l'élimination de la Coupe d'Algérie et la grande différence avec les leaders de la Ligue 1, remporter la Coupe de la Confédération est devenu le seul objectif cette saison, comme l'a déclaré le président du conseil d'administration Sid Ahmed Arab. Au match retour et après un magnifique accueil de la part de l'équipe marocaine, le début de match n'a pas été bon puisqu'elle a encaissé un but dans les dix premières minutes, deux minutes après que Radouani a égalisé le score, en deuxième mi-temps et en première. quart L'AS FAR a marqué le deuxième but, mais le remplaçant Khaled Bousseliou a égalisé le score à la 78e minute ce qui a facilité la mission de l'USM Alger de se qualifier pour les demi-finales,.
En demi-finale, le club s'est déplacé à Bouaké pour jouer contre l'ASEC Mimosas où il est revenu par un match nul, une semaine plus tard lors du match retour, l'USMA s'est qualifiée pour la finale pour la première fois après avoir gagné avec deux buts. Benchikha a déclaré après le match qu'il était temps de remporter le titre de la Coupe de la Confédération de la CAF pour la première fois dans l'histoire de l'USM Alger, a également déclaré « Je suis très content de cette rencontre et du résultat. Je suis aussi content de ce que notre public a fait dans les gradins". L'USM Alger a fait un grand pas vers le titre en s'imposant 2-1 à Dar es Salaam lors du match aller de la finale de la Coupe de la Confédération contre Young Africans. C'est sur un terrain détrempé que l'USMA a livré une vraie bagarre de bout en bout, Mahious a ouvert le score à la 32e minute après une faute de Brahim Benzaza, malgré tout Young Africans a égalisé à la 81e minute avec un très beau but inscrit par Mayele. Pourtant moins de trois minutes plus tard ils mènent une offensive d'Orebonye qui trouve Bousseliou dans la surface qui sans panique va décaler Islam Merili qui marque le deuxième but. Sid Ahmed Arab a expliqué que le club avait rejeté l'offre de disputer le match retour de la Coupe de la Confédération de la CAF au Stade Nelson-Mandela. Arab a expliqué qu'ils préfèrent le Stade du 5-Juillet-1962 parce que c'est leur stade et qu'ils le connaissent bien, mais l'autre n'aide pas les supporters.
Le 3 juin 2023, l'USM Alger est devenu le premier vainqueur algérien de la Coupe de la confédération et le premier titre international de son histoire, malgré une défaite 1-0 à domicile lors du match retour de la finale. Alors que la pluie qui a commencé au début de la seconde mi-temps est devenue de plus en plus forte, le match est devenu de plus en plus décousu, l'USMA a empoché un record de deux millions de dollars pour sa victoire.

## Transferts

### Transferts estivaux
| Date       | Nom                   | Poste     | Transfert                     | Provenance/Destination | Source |
| ---------- | --------------------- | --------- | ----------------------------- | ---------------------- | ------ |
| Arrivées   |                       |           |                               |                        |        |
| 27 juin    | Abdesslem Bouchouareb | Attaquant | Transfert gratuit             | NC Magra               | ,      |
| 30 juin    | Abderrahmane Bacha    | Milieu    | Transfert gratuit             | JS Bordj Menaïel       | [ 31 ] |
| 1 juillet  | Mehdi Beneddine       | Défenseur | Retour de prêt                | Châteauroux            | [ 32 ] |
| 1 juillet  | Anis Khemaissia       | Défenseur | Retour de prêt                | USM Annaba             |        |
| 1 juillet  | Abdelmoumen Sifour    | Gardien   | Retour de prêt                | RC Arbaâ               |        |
| 2 juillet  | Abdelkader Belharrane | Défenseur | Premier contrat professionnel | USM Alger rés.         |        |
| 2 juillet  | Mohamed Djenidi       | Milieu    | Premier contrat professionnel | USM Alger rés.         |        |
| 2 juillet  | Imad Benchlef         | Gardien   | Transfert gratuit             | NA Hussein Dey         | [ 33 ] |
| 17 juillet | Abdessamed Bounacer   | Défenseur | Premier contrat professionnel | USM Alger rés.         |        |
| 18 juillet | Samy Bouali           | Attaquant | Premier contrat professionnel | USM Alger rés.         |        |
| 18 juillet | Aymen Kennan          |           | Premier contrat professionnel | USM Alger rés.         |        |
| 18 juillet | Mostafa Bekane        |           | Premier contrat professionnel | USM Alger rés.         |        |
| 20 juillet | Khaled Bousseliou     | Attaquant | Transfert gratuit             | CR Belouizdad          | [ 34 ] |
| 27 juillet | Khalil Darfalou       | Attaquant | Transfert gratuit             | ES Sétif               | [ 35 ] |
| 11 août    | Zakaria Alharaish     | Attaquant | Transfert gratuit             | Sutjeska Nikšić        | [ 36 ] |
| 22 août    | Akram Djahnit         | Milieu    | Transfert gratuit             | ES Sétif               | [ 37 ] |
| Départs    |                       |           |                               |                        |        |
| 23 juin    | Alexis Guendouz       | Gardien   | Fin de contrat                | CR Belouizdad          | ,      |
| 2 juillet  | Taher Benkhelifa      | Milieu    | Résiliation de contrat        | Libre                  | [ 40 ] |
| 3 juillet  | Fateh Achour          | Défenseur | Fin de contrat                | ASO Chlef              |        |
| 5 juillet  | Abderrahim Hamra      | Défenseur | Résiliation de contrat        | Libre                  | [ 41 ] |
| 5 juillet  | Ibrahim Chenihi       | Milieu    | Résiliation de contrat        | Libre                  | [ 41 ] |
| 5 juillet  | Abdelmoumen Sifour    | Gardien   | Transfert gratuit             | RC Arbaâ               |        |
| 14 juillet | Hamza Koudri          | Milieu    | Fin de contrat                | Libre                  | [ 42 ] |
| 30 juillet | Kamel Belarbi         | Milieu    | Transfert gratuit             | ASO Chlef              | [ 43 ] |
| 6 août     | Kwame Opoku           | Attaquant | Prêt pour un an               | Najran                 | ,      |
| 23 août    | Anis Khemaissia       | Défenseur | Transfert gratuit             | HB Chelghoum Laïd      |        |

### Transferts hivernaux
| Date       | Nom                | Poste     | Transfert          | Provenance/Destination | Source |
| ---------- | ------------------ | --------- | ------------------ | ---------------------- | ------ |
| Arrivées   |                    |           |                    |                        |        |
| 1 février  | Tumisang Orebonye  | Attaquant | Transfert gratuit  | OC Khouribga           | [ 46 ] |
| Départs    |                    |           |                    |                        |        |
| 29 janvier | Hamed Belem        | Attaquant | Transfert gratuit  | Sans club              | [ 47 ] |
| 1 février  | Mehdi Beneddine    | Défenseur | Transfert gratuit  | Sans club              |        |
| 1 février  | Kwame Opoku        | Attaquant | Transfert gratuit  | OC Khouribga           | [ 48 ] |
| 5 février  | Abderrahmane Bacha | Attaquant | Prêt pour six mois | USM Khenchela          | [ 49 ] |

## Compétitions
| Onzième place 40 points | 32e de finale éliminé face au IRB Maghnia 2-2 (4-5tab) | Vainqueur face à le Young Africans (1-2, 0-1) |
| 11 V 7 N 12 D           | 0 V 1 N 0 D                                            | 9 V 4 N 3 D                                   |
| TOTAL : 20 V 12 N 15 D  |                                                        |                                               |

### Championnat

#### Classement
| Rang | Équipe          | Pts | J  | G | N | P | Bp | Bc | Diff | Qualification ou relégation                               |
| ---- | --------------- | --- | -- | - | - | - | -- | -- | ---- | --------------------------------------------------------- |
| 4    | MC Alger        | 26  | 16 | 7 | 5 | 4 | 13 | 13 | 0    | Qualification pour la Coupe de la confédération 2023–2024 |
| 5    | JS Saoura       | 25  | 16 | 7 | 4 | 5 | 19 | 12 | +7   |                                                           |
| 6    | USM Alger       | 25  | 15 | 7 | 4 | 4 | 19 | 13 | +6   |                                                           |
| 7    | MC Oran         | 25  | 16 | 7 | 4 | 5 | 14 | 15 | −1   |                                                           |
| 8    | USM Khenchela P | 24  | 16 | 7 | 3 | 6 | 15 | 17 | −2   |                                                           |

#### Évolution du classement et des résultats
| Rang     | 7 | 3 | 3 | 2 | 1 | 1 | 1 | 2 | 2 | 4 | 4 | 5 | 4 | 6 | 3 |  |  |  |  |  |  |  |  |  |  |  |  |  |  |  | 3 |   |   |
| Résultat | G | G | G | G | G | D | N | D | N | D | G | N | N | D | G |  |  |  |  |  |  |  |  |  |  |  |  |  |  |  | — | — | — |

### Coupe de la confédération

#### Parcours en Coupe de la confédération

##### Tours de qualification
Le tirage au sort a lieu le 9 août 2022, au Caire. Quatorze clubs sont exemptés du premier tour préliminaire et intègrent la compétition directement à partir du tour suivant, Les matchs aller de deuxième tour se jouent du 8 au 9 octobre 2022 tandis que les matchs retour se jouent du 14 au 16 du même mois.
Tour de barrages, le dernier avant la phase de poules, voit l'entrée en lice des équipes éliminées lors du deuxième tour préliminaire de la Ligue des champions. Elles affrontent les équipes qualifiées à l'issue du deuxième tour préliminaire de la Coupe de la confédération, qui ont l'avantage relatif de recevoir au match retour. Le tirage au sort se tient le 18 octobre au Caire et les matchs aller se jouent le 2 novembre tandis que le retour a lieu une semaine plus tard, soit le 9 du même mois.

##### Phase de groupe
Initialement prévu pour le 16 novembre 2022, le tirage au sort de la phase de poules est reporté la veille à une date ultérieure. La Confédération africaine de football annonce ensuite, un peu plus d'une semaine plus tard, qu'il aura lieu le 12 décembre à son siège, au Caire. Le jour du tirage au sort, la CAF en dévoile les modalités avec la répartition des équipes en deux pots suivant leur classement sur les cinq dernières années, le premier pot contenant les quatre têtes de série que sont le TP Mazembe, le Pyramids FC, l'ASEC Mimosas et l'USM Alger, et le second réunissant les douze autres clubs qualifiés. La cérémonie se déroule en présence de nombreuses anciennes gloires du football africain et c'est l'ex-international zambien, Chris Katongo, qui procède au tirage au sort de la phase de groupes de la Coupe de la confédération.
| Rang | Équipe               | Pts | J | G | N | P | Bp | Bc | Diff |  | Résultats (▼ dom., ► ext.) |     |     |     |     |
| ---- | -------------------- | --- | - | - | - | - | -- | -- | ---- |  | -------------------------- | --- | --- | --- | --- |
| 1    | Marumo Gallants FC   | 12  | 6 | 4 | 0 | 2 | 12 | 10 | +2   |  | Marumo Gallants FC         |     | 2-0 | 4-1 | 3-2 |
| 2    | USM Alger            | 11  | 6 | 3 | 2 | 1 | 11 | 5  | +6   |  | USM Alger                  | 2-0 |     | 4-1 | 3-0 |
| 3    | Al-Akhdar SC         | 5   | 6 | 1 | 2 | 3 | 8  | 12 | -4   |  | Al-Akhdar SC               | 4-1 | 1-1 |     | 1-1 |
| 4    | FC Saint-Éloi Lupopo | 5   | 6 | 1 | 2 | 3 | 6  | 10 | -4   |  | FC Saint-Éloi Lupopo       | 1-2 | 1-1 | 1-0 |     |

##### Phase finale
Le tirage au sort des quarts de finale se tiendra le 5 avril 2023 au siège de la CAF, au Caire. Les équipes qualifiées sont réparties selon leur classement en phase de poules (voir le tableau ci-dessous), les vainqueurs de groupe bénéficiant notamment de l'avantage relatif de jouer le match retour à domicile.

## Joueurs et encadrement technique

### Effectif professionnel actuel
Mise à jour:25 août 2022

## Statistiques

### Statistiques collectives
| Compétition               | Débute au tour | Termine        | Matches joués | Gagnés | Nuls | Perdus | Buts pour | Buts contre | Différence |
| ------------------------- | -------------- | -------------- | ------------- | ------ | ---- | ------ | --------- | ----------- | ---------- |
| Coupe d'Algérie           | 1/32 de finale | 1/32 de finale | 1             | 0      | 1    | 0      | 2         | 2           | +0         |
| Ligue 1                   | -              | Onzième place  | 30            | 11     | 7    | 12     | 31        | 30          | +1         |
| Coupe de la confédération | Deuxième tour  | Vainqueur      | 16            | 9      | 4    | 3      | 24        | 11          | +13        |
| Total                     | -              | -              | 47            | 20     | 12   | 15     | 57        | 43          | +14        |

### Statistiques individuelles
(Mis à jour le 15 juillet 2023)
| Numéro | Nat. | Nom         | Championnat | Championnat | Championnat | Championnat  | Coupe d’Algérie | Coupe d’Algérie | Coupe d’Algérie | Coupe d’Algérie | Coupe de la confédération | Coupe de la confédération | Coupe de la confédération | Coupe de la confédération | Total | Total       | Total  | Total        |
| Numéro | Nat. | Nom         | M.j.        | But inscrit | Averti      | Carton rouge | M.j.            | But inscrit     | Averti          | Carton rouge    | M.j.                      | But inscrit               | Averti                    | Carton rouge              | M.j.  | But inscrit | Averti | Carton rouge |
| ------ | ---- | ----------- | ----------- | ----------- | ----------- | ------------ | --------------- | --------------- | --------------- | --------------- | ------------------------- | ------------------------- | ------------------------- | ------------------------- | ----- | ----------- | ------ | ------------ |
| 1      |      | Zemmamouche | 0           | -0          | 0           | 0            | 1               | -2              | 0               | 0               | 0                         | -0                        | 0                         | 0                         | 1     | -2          | 0      | 0            |
| 16     |      | Benchlef    | 6           | -11         | 0           | 0            | 0               | -0              | 0               | 0               | 0                         | -0                        | 0                         | 0                         | 6     | -11         | 0      | 0            |
| 25     |      | Benbot      | 24          | -19         | 3           | 0            | 0               | -0              | 0               | 0               | 16                        | -11                       | 2                         | 0                         | 40    | -30         | 5      | 0            |
|        |      |             |             |             |             |              |                 |                 |                 |                 |                           |                           |                           |                           |       |             |        |              |
| 2      |      | Beneddine   | 0           | 0           | 0           | 0            | 0               | 0               | 0               | 0               | 0                         | 0                         | 0                         | 0                         | 0     | 0           | 0      | 0            |
| 3      |      | Belharrane  | 10          | 0           | 1           | 0            | 1               | 0               | 0               | 0               | 0                         | 0                         | 0                         | 0                         | 11    | 0           | 1      | 0            |
| 4      |      | Belaïd      | 23          | 3           | 2           | 1            | 0               | 0               | 0               | 0               | 16                        | 3                         | 0                         | 0                         | 39    | 6           | 5      | 1            |
| 5      |      | Bouchina    | 15          | 0           | 2           | 0            | 1               | 0               | 0               | 0               | 8                         | 0                         | 2                         | 0                         | 24    | 0           | 4      | 0            |
| 12     |      | Loucif      | 11          | 1           | 2           | 0            | 1               | 0               | 0               | 0               | 12                        | 0                         | 2                         | 0                         | 24    | 0           | 4      | 0            |
| 19     |      | Radouani    | 24          | 2           | 3           | 0            | 0               | 0               | 0               | 0               | 12                        | 2                         | 0                         | 0                         | 36    | 4           | 3      | 0            |
| 21     |      | Alilet      | 18          | 2           | 5           | 1            | 1               | 0               | 0               | 0               | 15                        | 2                         | 6                         | 0                         | 34    | 4           | 11     | 1            |
| 22     |      | Baouche     | 18          | 0           | 4           | 0            | 1               | 0               | 0               | 0               | 7                         | 0                         | 0                         | 0                         | 26    | 0           | 4      | 0            |
| 27     |      | Bekakchi    | 9           | 0           | 1           | 0            | 1               | 0               | 0               | 0               | 0                         | 0                         | 0                         | 0                         | 10    | 0           | 1      | 0            |
| 32     |      | Bounacer    | 2           | 0           | 0           | 0            | 0               | 0               | 0               | 0               | 4                         | 0                         | 1                         | 0                         | 6     | 0           | 1      | 0            |
|        |      |             |             |             |             |              |                 |                 |                 |                 |                           |                           |                           |                           |       |             |        |              |
| 6      |      | Chita       | 22          | 1           | 2           | 0            | 1               | 0               | 0               | 0               | 14                        | 1                         | 2                         | 0                         | 39    | 1           | 4      | 0            |
| 8      |      | Merili      | 19          | 2           | 4           | 0            | 1               | 0               | 0               | 0               | 12                        | 2                         | 1                         | 0                         | 32    | 4           | 5      | 0            |
| 14     |      | Benzaza     | 16          | 1           | 2           | 0            | 1               | 0               | 1               | 0               | 11                        | 0                         | 5                         | 0                         | 28    | 1           | 8      | 0            |
| 15     |      | Merbah      | 8           | 1           | 0           | 0            | 0               | 0               | 0               | 0               | 4                         | 0                         | 0                         | 0                         | 12    | 1           | 0      | 0            |
| 17     |      | Bouchouareb | 10          | 1           | 2           | 0            | 1               | 0               | 0               | 0               | 4                         | 0                         | 1                         | 0                         | 15    | 1           | 3      | 0            |
| 24     |      | Benkhelifa  | 24          | 0           | 5           | 1            | 1               | 0               | 0               | 0               | 13                        | 0                         | 3                         | 0                         | 38    | 0           | 8      | 1            |
| 26     |      | Djahnit     | 24          | 0           | 1           | 0            | 0               | 0               | 0               | 0               | 10                        | 0                         | 0                         | 0                         | 34    | 0           | 1      | 0            |
| 72     |      | Ait El Hadj | 20          | 1           | 1           | 0            | 1               | 0               | 0               | 0               | 6                         | 0                         | 1                         | 0                         | 27    | 1           | 2      | 0            |
|        |      |             |             |             |             |              |                 |                 |                 |                 |                           |                           |                           |                           |       |             |        |              |
| 7      |      | Belkacemi   | 18          | 2           | 1           | 0            | 1               | 0               | 0               | 0               | 14                        | 1                         | 2                         | 0                         | 33    | 3           | 3      | 0            |
| 9      |      | Bacha       | 12          | 1           | 0           | 0            | 0               | 0               | 0               | 0               | 4                         | 0                         | 0                         | 0                         | 16    | 1           | 0      | 0            |
| 10     |      | Meziane     | 22          | 3           | 3           | 0            | 0               | 0               | 0               | 0               | 11                        | 0                         | 3                         | 0                         | 33    | 6           | 3      | 0            |
| 11     |      | Zouari      | 17          | 1           | 2           | 0            | 0               | 0               | 0               | 0               | 7                         | 0                         | 1                         | 0                         | 24    | 1           | 3      | 0            |
| 13     |      | Belem       | 4           | 0           | 0           | 0            | 0               | 0               | 0               | 0               | 4                         | 0                         | 0                         | 0                         | 8     | 0           | 0      | 0            |
| 13     |      | Orebonye    | 11          | 0           | 1           | 0            | 0               | 0               | 0               | 0               | 12                        | 1                         | 2                         | 0                         | 23    | 1           | 3      | 0            |
| 18     |      | Mahious     | 17          | 6           | 1           | 0            | 1               | 1               | 0               | 0               | 15                        | 4                         | 2                         | 0                         | 33    | 11          | 3      | 0            |
| 20     |      | Alharaish   | 11          | 1           | 1           | 0            | 0               | 0               | 0               | 0               | 4                         | 0                         | 1                         | 0                         | 15    | 1           | 2      | 0            |
| 23     |      | Bousseliou  | 10          | 0           | 0           | 0            | 1               | 0               | 0               | 0               | 11                        | 4                         | 3                         | 0                         | 22    | 4           | 3      | 0            |
| 35     |      | Darfalou    | 0           | 0           | 0           | 0            | 0               | 0               | 0               | 0               | 0                         | 0                         | 0                         | 0                         | 0     | 0           | 0      | 0            |
| 71     |      | Othmani     | 14          | 1           | 2           | 0            | 1               | 1               | 0               | 0               | 11                        | 4                         | 3                         | 0                         | 16    | 2           | 2      | 0            |
| 87     |      | Bouali      | 2           | 0           | 0           | 0            | 0               | 0               | 0               | 0               | 0                         | 0                         | 0                         | 0                         | 2     | 0           | 0      | 0            |

### Statistiques des buteurs
|        | Buteur                | Ligue 1 | Coupe d'Algérie | Coupe de la confédération | Total | Min | MJ |
| ------ | --------------------- | ------- | --------------- | ------------------------- | ----- | --- | -- |
| TOTAL1 | TOTAL1                | 21      | 2               | 14                        | 37    | 0   | 28 |
| 1      | Aymen Mahious         | 6       | 1               | 3                         | 10    | -   | -  |
| 2      | Abderrahmane Meziane  | 3       | 0               | 3                         | 6     | -   | -  |
| 3      | Islam Merili          | 2       | 0               | 1                         | 3     | -   | -  |
| 4      | Zineddine Belaïd      | 1       | 0               | 2                         | 3     | -   | -  |
| 5      | Adem Alilet           | 1       | 0               | 2                         | 3     | -   | -  |
| 6      | Khaled Bousseliou     | 0       | 0               | 2                         | 2     | -   | -  |
| 7      | Saâdi Radouani        | 2       | 0               | 0                         | 2     | -   | -  |
| 8      | Messala Merbah        | 1       | 0               | 0                         | 1     | -   | -  |
| 9      | Abderrahmane Bacha    | 1       | 0               | 0                         | 1     | -   | -  |
| 10     | Abdelkrim Zouari      | 1       | 0               | 0                         | 1     | -   | -  |
| 11     | Oussama Chita         | 1       | 0               | 0                         | 1     | -   | -  |
| 12     | Mohamed Ait El Hadj   | 1       | 0               | 0                         | 1     | -   | -  |
| 13     | Abdesslem Bouchouareb | 1       | 0               | 0                         | 1     | -   | -  |
| 14     | Tumisang Orebonye     | 0       | 0               | 1                         | 1     | -   | -  |
| 15     | Abderraouf Othmani    | 0       | 1               | 0                         | 1     | -   | -  |

1. Total des buts dans le jeu, hors c-s-c.

### Joueurs en sélection nationale
Le 3 janvier 2023, Madjid Bougherra a dévoilé la liste des 28 joueurs qui vont représenter l'Algérie à Championnat d'Afrique des nations de football 2022, dont neuf joueurs de l'USMA, Belaïd, Loucif, Radouani, Baouche, Chita, Djahnit, Meziane, Mahious et Ait El Hadj, Les deux tiers de la liste de l'Algérie sont composés de joueurs du CR Belouizdad et de l'USM Alger,. Le 30 mai 2023 la FAF publier la liste de Djamel Belmadi pour les deux matchs du mois de juin, parmi eux figurent cinq joueurs de l'USMA, à savoir Loucif, Belaïd, Benbot, Mahious et Chita, ce dernier ayant été rappelé à la suite de la blessure de Victor Lekhal,.